# 武陵県
武陵県（ぶりょう-けん）は、中国にかつてあった県の一つである。前漢代に漢中郡に属し、現在の湖北省十堰市竹渓県の東にあった。